# Tarcy Su
Tarcy Su (chin. upr.: 苏慧伦, chin. trad.: 蘇慧倫, pinyin: Sū Huìlún) (ur. 27 października 1970 roku w Tajpej) – chińska piosenkarka i aktorka.

## Dyskografia

### Albumy w języku mandaryńskim
- 追得過一切、愛我好嗎？ (10 marca 1990)
- Maybe Tomorrow / 、我在你心中有沒有重量？ (listopad 1990)
- My Dear My Friend / 、甜蜜心事 (lipiec 1991)
- 給我愛、寂寞喧嘩 (sierpień 1992)
- 六月的茉莉夢、我一個人住 (10 czerwca 1993)
- 就要愛了嗎 (październik 1994)
- 滿足 (5 października 1995)
- Lemon Tree (23 maja 1996)
- 鴨子 (27 grudnia 1996)
- 傻瓜 (8 sierpnia 1997)
- Happy Hours (15 stycznia 1999)
- 懶人日記 (31 grudnia 1999)
- 戀戀真言 (25 grudnia 2001)
- 蘇慧倫 (25 kwietnia 2006)
- 左撇子、旋轉門 (19 października 2007)

### Albumy w języku angielskim
- 我有時會想
- 自然喜歡你
- 話說蘇慧倫Ｘ檔案

### Minialbumy
- Lemon Dance tracks
- Duck Dance tracks
- 圈圈

### Kompilacje
- 愛上飛鳥的女孩 （ (kwiecień 1994)
- 失戀萬歲
- 倫選（ (w język kantońskim)
- 蘇情時間： (1990-2002) (wydanie limitowane w Hongkongu)
- 滾石香港黃金十年 (wydanie limitowane w Hongkongu)

## Filmografia
Źródło: Filmweb

### Filmy
- 2007: Liu lang shen gou ren – Ching-ching
- 2005: Shen hai – Lou Ning
- 2004: Xin lian
- 1997: Lan yue
- 1993: Zhi yao wei ni huo yi tian

### Seriale
- 2008: Feng Mi Xing Yun Cao – Fang Li Hua (Harada Rika)